# Раузи, Ронда
Ро́нда Джин Ра́узи (англ. Ronda Jean Rousey; род. 1 февраля 1987, Санта-Моника, Калифорния) — американская женщина-рестлер и актриса, в прошлом боец смешанных боевых искусств, дзюдоистка.
С 2018 по 2023 года выступала в WWE на бренде Raw. Наиболее известна по выступлениям в Ultimate Fighting Championship (UFC). Её прозвище «Буян» было унаследовано от рестлера Родди Пайпера.
Первая американка, которая получила олимпийскую медаль по дзюдо, завоевав бронзу на летних Олимпийских играх 2008 года. Раузи начала свою карьеру в смешанных единоборствах (ММА) в 2011 году в организации King of the Cage. Вскоре перешла в Strikeforce, став последней чемпионкой в легчайшем весе до приобретения компании UFC. Раузи участвовала в первом в истории компании женском бое на UFC 157, стала первой в истории чемпионкой в женском легчайшем весе. Раузи ушла из ММА в 2016 году и стала первой женщиной-бойцом, введённой в Зал славы UFC в 2018 году.
Раузи начала карьеру в рестлинге в 2018 году, подписав контракт с WWE, и дебютировала на WrestleMania 34. Выиграла титул чемпиона WWE Raw среди женщин на SummerSlam в том же году и стала хедлайнером первого женского pay-per-view WWE, успешно защитив свой титул на Evolution. Раузи потеряла титул в первом в истории женском главном событии WrestleMania на WrestleMania 35; её чемпионство является вторым по продолжительности в истории титула — 231 день. Раузи вернулась на Royal Rumble в 2022 году, выиграв одноимённый матч.
Раузи — единственная женщина, выигравшая чемпионские титулы в UFC и WWE, а также единственная женщина, закрывшая PPV-шоу в обеих компаниях. В 2015 году она была признана лучшей спортсменкой всех времен по результатам опроса болельщиков ESPN, а Fox Sports назвал её «одной из определяющих спортсменок XXI века». Раузи также снималась в фильмах, таких как «Неудержимые 3» (2014), «Форсаж 7» (2015), «22 мили» (2018), и выпустила автобиографию «Моя битва / Твоя битва» в 2015 году.

## Ранняя жизнь
Ронда Джин Раузи родилась в Риверсайде, Калифорния, 1 февраля 1987 года. Ронда – младшая из трёх дочерей Анн-Марии Де Марс и Рона Раузи, в честь которого она была названа. Её мать Анн-Мария Де Марс — заслуженная дзюдоистка, первая американка, выигравшая чемпионат мира по дзюдо (в 1984 году). Родословная Раузи — английская, польская и венесуэльская. Её венесуэльский дед по материнской линии был частично афро-венесуэльского происхождения, а её тринидадский прадед по материнской линии Альфред Э. Уодделл был врачом, который эмигрировал в Канаду и стал одним из первых чернокожих врачей в Северной Америке. Её отчим является аэрокосмическим инженером. Её биологический отец сломал спину, катаясь на санках с дочерями. Узнав, что останется парализованным, он покончил жизнь самоубийством в 1995 году, когда Раузи было восемь лет. Когда дети выросли, мать семейства отправилась в Калифорнийский университет, где стала дипломированным специалистом в области педагогической психологии.
Первые шесть лет своей жизни Раузи пыталась развить речь, она не могла составить внятного предложения из-за апраксии – неврологического расстройства речи в детстве. Это расстройство речи объяснялось тем, что она родилась с пуповиной на шее и чуть не погибла во время родов. Когда Раузи было три года, её мать и отец переехали из Риверсайда, Калифорния, в Джеймстаун, Северная Дакота, чтобы провести интенсивную логопедию со специалистами в Университете штата Майнот. Раузи бросила школу и позже получила диплом бакалавра.
Раузи покинула карьеру дзюдо в 21 год и начала карьеру ММА в 22 года.

## Карьера в дзюдо
Когда Раузи начала изучать дзюдо, её мать отвела её в клубы дзюдо, которыми руководили её старые товарищи по команде. Раузи отправилась в Академию ММА Айастан, которой руководил Гокор Чивичян, где она тренировалась с другими будущими бойцами ММА Манвелом Гамбуряном и Каро Парисяном. По словам Раузи, Айастан практиковал «более дерзкий стиль дзюдо по сравнению с более техническим японским стилем». Раузи тренировалась в основном с мужчинами, которые были сильнее чем она, она часто расстраивалась и плакала, когда её бросали, а ей не удавалось.
«Вероятно, с 2002 по 2005 год я плакала каждую ночь на тренировках», — отметит Раузи.
Раузи тренировалась в тесном контакте с Гамбуряном. Повредив колено, когда ей было 16 лет, Гамбурян решил приходить в тренажёрный зал каждый день и работать с ней лично. Ещё в 2004 году её товарищи по команде говорили, что Раузи «убьёт этих девушек» в ММА, но также они говорили, что она «слишком хороша, чтобы её ударили по лицу», и должна продолжать заниматься дзюдо. В то время как Гамбурян и Парисян вошли в ММА, Раузи продолжала заниматься дзюдо, но оставалась на связи с ММА через них.
В семнадцать лет Раузи была отобрана для участия в Олимпиаде 2004 года, став самым молодым участником соревнований по дзюдо. Кроме того, в 2004 году она выиграла золотую медаль чемпионата мира среди юниоров в Будапеште.
В феврале 2007 года Раузи перешла в весовую категорию до 70 кг, в которой считалась одной из трёх сильнейших женщин мира. Она завоевала серебряную медаль на чемпионате мира по дзюдо в Рио-де-Жанейро где в финальном матче проиграла по очкам французской дзюдоистке Жевриз Эман. И в том же году завоевала золотую медаль на Панамериканских играх.
В августе 2008 года Раузи участвовала в Олимпийских играх в Пекине. Она проиграла в четвертьфинале голландке Эдит Босх, но приобрела возможность бороться за бронзовую медаль, которую она получила, победив немку Аннетту Бём. Таким образом, Ронда Раузи стала первой женщиной из США, завоевавшей олимпийскую медаль по дзюдо.

## Карьера в смешанных единоборствах

### Повышение квалификации
Раузи ушла из дзюдо в 21 год после Олимпиады. После завоевания своей олимпийской медали, Раузи делила однокомнатную квартиру с соседкой по комнате в Венис-Бич, штат Калифорния, Раузи работала барменом и официанткой, чтобы содержать себя и свою собаку.
Первым боем ММА, который она просмотрела, был бой Манвела Гамбуряна против Нейта Диаза в финале UFC. Раузи заявила, что никогда не получала такого удовольствия от просмотра дзюдо или любого другого вида спорта. После Олимпийских игр 2008 года в следующем году она решила начать карьеру в ММА через команду Айастан.
Раузи также тренировалась в бойцовском клубе Глендейл, куда её пригласили Гамбурян и другие товарищи по команде Айастана. Она начала обучение под руководством своего многолетнего тренера ММА Эдмонда Тарвердяна в GFC.
Она обучалась джиу-джитсу в Dynamix MMA с Генри Акинсом с 2011 по 2014 год, также продолжала тренироваться у Райрона Грейса и Ренера Грейси из Академии Грейси.
Главной особенностью Ронды является её борцовская техника. Благодаря спортивному воспитанию матери, Ронда обладает коронным приёмом — рычаг локтя, который она буквально с детства выучила на себе: мать будила её, аккуратно проводя этот приём. Именно данным приёмом Ронда выиграла большинство своих поединков, причём почти всегда в первом раунде.
Из 12 победных поединков в ММА, Ронда 9 из них выиграла с помощью рычага локтя (армбар).

### Первые шаги (2010—2011)
Ронда Раузи перешла в MMA в юном возрасте. Первые 7 боёв она выиграла в общей сложности за 3-4 минуты, то есть на каждый бой она затрачивала около 30 секунд.
Раузи дебютировала в смешанных единоборствах в качестве любителя 6 августа 2010 года, победив Хайдену Муньос за 23 секунды.
7 января 2011 года Раузи встретилась с Тейлор Стратфорд в полуфинале турнира Tuff-N-Uff и выиграла по техническому нокауту за 24 секунды. Раузи имеет стрик побед (3-0) в любительских соревнованиях MMA, а общая продолжительность всех её любительских боёв составляет менее 2 минут.
Раузи дебютировала в профессиональном смешанном боевом искусстве 27 марта 2011 года на King of the Cage: Turning Point, где победила Эдиан Гомес за 25 секунд.
Позднее Раузи столкнулась с чемпионкой по кикбоксингу Шармейн Твитт, она заставила сдаться Твитт за 49 секунд.

### Strikeforce (2011—2012)
Раузи должна была дебютировать в Strikeforce против Сары Д’Алелио 30 июля 2011 года. Бой был отложен и в конце концов состоялся на Strikeforce Challengers 18 12 августа 2011 года в Лас-Вегасе, штат Невада. Раузи победила Д’Алелио по техническому нокауту по болевому в начале первого раунда. Победа была спорной. Раузи утверждала, что Д’Алио кричала «Я сдаюсь!» более одного раза, Д’Алио отрицала это и утверждала, что просто кричала от боли. Согласно унифицированным правилам смешанных единоборств, любое из этих высказываний всё равно будет засчитано как поражение.
Раузи встретилась с Джулией Бадд на Strikeforce Challengers 20 18 ноября 2011 года в Лас-Вегасе. Она одержала победу благодаря рычагу локтя в первом раунде, вывихнув локоть Бадд во время болевого. После боя она объявила о планах снизить вес до 135 фунтов, чтобы бросить вызов Мише Тейт, тогдашней чемпионке Strikeforce среди женщин в лёгком весе, с которой у неё началось широко разрекламированное соперничество.

#### Чемпионка Strikeforce в лёгком весе
3 марта 2012 года в Колумбусе, штат Огайо, Раузи бросила вызов Тейт за её титул Strikeforce. Она победила Тейт, заставив сдаться в первом раунде, снова вывихнув локоть своего противника, став новым чемпионом Strikeforce среди женщин в лёгком весе.
Президент UFC Дэйна Уайт в ходе одной из программ заявил, что «в ближайшие 10 лет, если в восьмиугольнике будет женщина, это, вероятно, будет Ронда Раузи».
Раузи защитила свой титул Strikeforce против Сары Кауфман 8 августа 2012 года в Сан-Диего, штат Калифорния. Раузи сказала, что она бросит руку Кауфман в свой угол после того, как оторвёт её с помощью своего болевого приёма, и пригрозила удушить или избить Кауфман. Во время боя Раузи быстро победила Кауфман за 54 секунды своим фирменным болевым приёмом, сохранив женское чемпионство Strikeforce в лёгком весе. После боя Раузи объявила, что если бы бывшая чемпионка Strikeforce в полулёгком весе Кристиан «Киборг» Сантос захотела сразиться с ней, то это произошло бы в лёгком весе.

### UFC (2012—2016)

#### Первый женский чемпион UFC

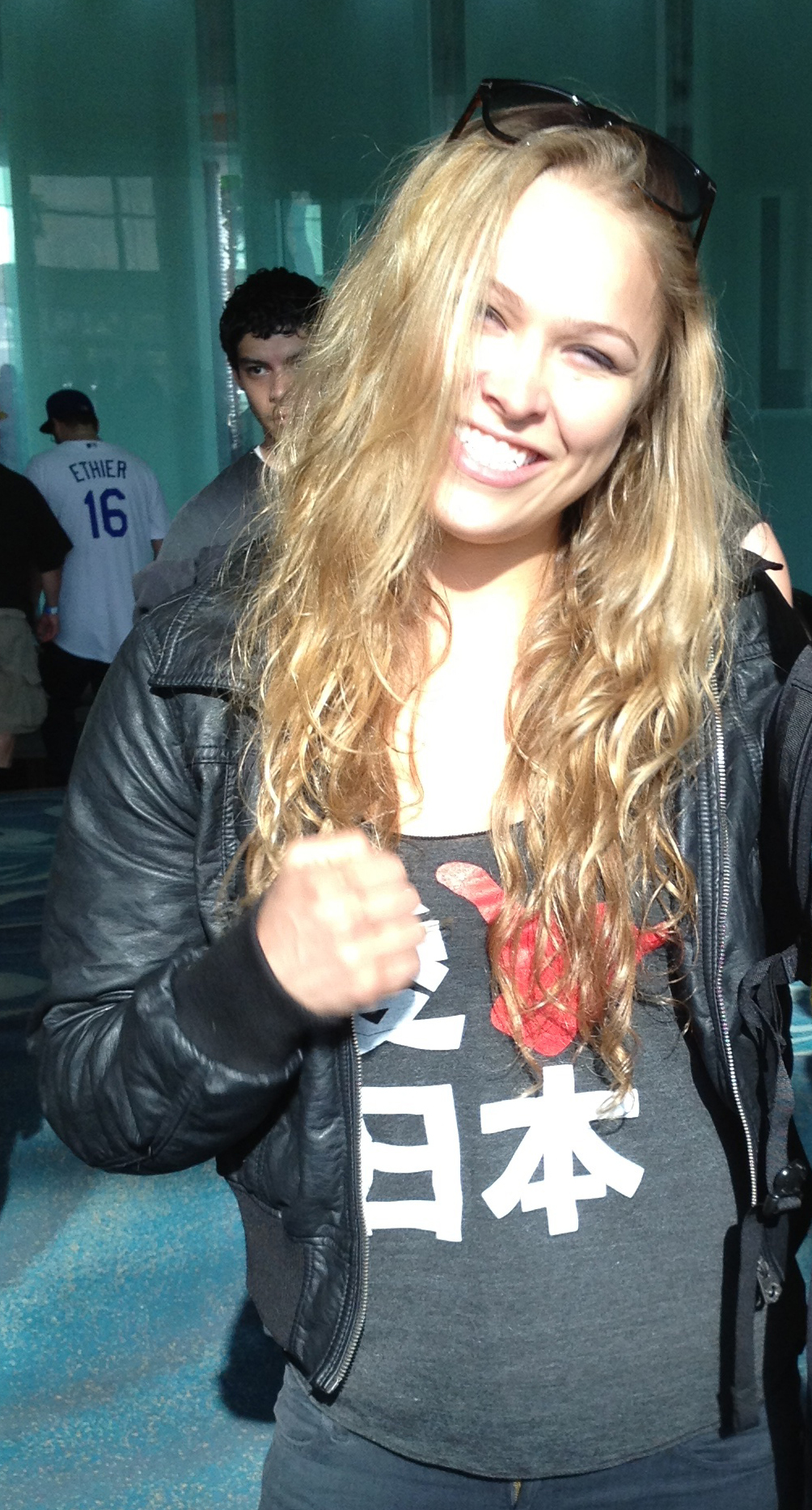
Ронда Раузи в 2012 году

В ноябре 2012 года на UFC было объявлено, что Раузи стала первой женщиной-бойцом, подписавшей контракт с UFC. Президент UFC Дэйна Уайт официально объявил на Fox о том, что Раузи стала первым чемпионом UFC среди женщин в лёгком весе.
Изначально Раузи была против использования прозвища «Буян», которое дали ей друзья, считая, что это было бы неуважением к рестлеру Родди Пайперу, который носил это прозвище. После знакомства с Пайпером (примерно в 2012 или 2013 году) через Джина Лебелла, который помогал тренировать их обоих, Пайпер лично дал своё согласие.
Раузи защитила свой титул против Лиз Кармуш 23 февраля 2013 года на UFC 157. Несмотря на то, что Раузи была поймана на ранней попытке шейного поворота от Кармуш, она успешно защитила свой титул чемпиона в легчайшем весе, выиграв бой за 4:49 в первом раунде по болевому. Кармуш вывихнула челюсть Ронды Раузи во время боя.
После того, как Кэт Зингано победила Мишу Тейт, Дэйна Уайт объявил, что Зингано будет следующим противником Раузи. 28 мая, когда Зингано получила травму колена, было объявлено, что Миша Тейт заменит Зингано и проведёт поединок на The Ultimate Fighter 18 против Раузи.
Раузи встретилась с Мишей Тейт в матче-реванше на UFC 168 28 декабря 2013 года. После первых двух раундов, когда Тейт смогла выйти из болевого Раузи (что прежде никому не удавалось), Раузи наконец заставила сдаться Тейт после армбара в третьем раунде, сохранив своё чемпионство в легчайшем весе. В интервью газете «Лос-Анджелес Дейли Ньюс» Раузи заявила, что потеряла вес во время съёмок фильма и не смогла полностью восстановить силы для борьбы с Тейт.

#### Рекордный титульный рейн
На пресс-конференции UFC 168 после боя было объявлено, что Раузи будет защищать чемпионство UFC среди женщин в лёгком весе против олимпийской медалистки, непобедимой — Сары Макмэнн в главном турнире на UFC 170 22 февраля 2014 года. Раузи победила Макмэнн по техническому нокауту ударив Макмэнн коленом по корпусу за чуть более минуты в первом раунде. Раузи впервые победила не по болевому приёму. Остановка матча привела к спорам, и некоторые спортивные критики сочли её преждевременной.
11 апреля 2014 года было объявлено, что Раузи будет защищать женское чемпионство UFC в легчайшем весе против Алексис Дэвис на UFC 175 5 июля 2014 года. Она выиграла бой нокаутом за 16 секунд в первом раунде. Раузи сломала большой палец во время боя. Яркая победа также принесла Раузи её вторую премию Performance of the Night .
Матч между Раузи и Кэт Зингано должен был состояться на UFC 182. Тем не менее, бой был перенесён на 28 февраля 2015 года на UFC 184. Раузи победила Зингано с помощью рычага локтя, за 14 секунд (самый короткий матч в истории UFC).
Позднее Раузи провела бой с Бете Коррея 1 августа 2015 года в Бразилии на UFC 190, выиграв бой нокаутом за 34 секунды в первом раунде. Раузи посвятила матч Родди Пайперу, который умер накануне, комментируя, что Пайпер был одним из её вдохновителей.
Раузи провела шесть матчей в UFC, все из которых были победными. Она провела в общем 1077 секунд в восьмиугольнике и заработала 1 080 000 долларов призовых; это равнялось почти 1002,79 долл. США за каждую секунду проведённую в матче. Её среднее время матчей в 2 минуты 59 секунд было меньше, чем среднее время одного матча в каждой весовой категории UFC, самым быстрым из которых был тяжёлый вес со временем 7 минут 59 секунд.

### UFC 193
15 ноября 2015 года в Мельбурне состоялся бойцовский вечер под эгидой UFC. Кульминацией стал бой за звание чемпионки UFC в легчайшем весе. Ронда Раузи встретилась с так же не знавшей поражений Холли Холм и по планам должна была защитить свой титул в седьмой раз. Все букмекерские ставки и прогнозы экспертов сходились на безусловной победе Ронды.
Бой начался с обычного усиленного давления Ронды на противницу. Но вопреки ожиданиям Ронда пошла не в борьбу, а начала боксировать с Холм. Однако имеющая сильную боксёрскую технику Холли Холм не позволяла Ронде развить инициативу, умело парировала все атаки и к концу первого раунда рассекла ей губу.
Второй раунд закончился досрочно. Ронда Раузи пропустила мощный удар Холли Холм левой рукой в челюсть. Удар был нанесён с вложением корпуса и сбил с ног Ронду. Она получила нокдаун, развернулась спиной, упала на руки, затем уже явно в нокдауне поднялась с рук и тут же получила мощнейший хай кик в голову. Он оказался нокаутирующим. Холм в азарте бросилась добивать упавшую Раузи, но судья сразу же прекратил бой.
Ронда Раузи получила глубокий нокаут, ассистенты в течение минуты приводили её в сознание. Это был первый нокаут в карьере бойца и причём сразу глубокий. В связи с этим сразу после поединка Ронду увезли в клинику и сделали подробный томографический снимок, который не выявил патологий и серьёзных травм.

### UFC 207
После поражения долгое время не было информации о возвращении Раузи в октагон, пока не было объявлено, что 30 декабря 2016 года она встретится в чемпионском бою с Амандой Нунис. К тому времени титул уже дважды менял владельца: Холм проиграла Мише Тейт, после чего последняя уступила Нунис.
Главным матчем UFC 207 стал бой между женской чемпионкой в легчайшем весе Аманды Нунис и экс-чемпионкой Рондой Раузи. С первых секунд боя Аманда смогла нанести несколько тяжёлых ударов, тогда как Раузи ничего не могла поделать с атаками чемпионки. Ронда пропускала удар за ударом и вскоре стало заметно, что она находится в состоянии грогги, после чего рефери остановил бой. Поединок продлился 48 секунд.
Хотя Раузи официально не объявила о своём уходе из UFC, когда Эллен Дедженерес в 2018 году спросила, будет ли она снова сражаться в ММА, Раузи ответила:
«Я думаю, что это так же вероятно, как и то, что я вернусь на очередную олимпиаду по дзюдо». Она была введена в Зал славы UFC в июле 2018 года.
| Дата               | Бой                            | Событие | Призовые   |
| ------------------ | ------------------------------ | ------- | ---------- |
| 23 февраля 2013 г. | Ronda Rousey vs. Liz Carmouche | UFC 157 | 450,000$   |
| 28 декабря 2013 г. | Ronda Rousey vs. Miesha Tate   | UFC 168 | 1,025,000$ |
| 22 февраля 2014 г. | Ronda Rousey vs. Sara McMann   | UFC 170 | 375,000$   |
| 5 июля 2014 г.     | Ronda Rousey vs. Alexis Davis  | UFC 175 | 545,000$   |
| 28 февраля 2015 г. | Ronda Rousey vs. Cat Zingano   | UFC 184 | 600,000$   |
| 1 августа 2015 г.  | Ronda Rousey vs. Bethe Correia | UFC 190 | 900,000$   |
| 15 ноября 2015 г.  | Ronda Rousey vs. Holly Holm    | UFC 193 | 1,100,000$ |
| 30 декабря 2016 г. | Amanda Nunes vs. Ronda Rousey  | UFC 207 | 1,100,000$ |

### Стиль ведения боя
В то время как некоторые бойцы принимают бесстрашную стойку… Раузи — исключение. Она часто улыбается, прищурившись так сильно, что её глаза исчезают. Она легко плачет, девичья привычка, которую она никогда не стыдилась. И перед каждым боем она смотрит на своего противника так, словно собиралась навсегда покончить с враждой. После боя она снова улыбается, она безупречна. — The New Yorker, 2014
В интервью 2012 года, перед её первым матчем с Мишей Тейт, Ронда Раузи заявила: «Когда я занималась дзюдо, моим главным преимуществом была моя подготовленность и мой темп; я изматывала соперника». Она приняла близко к сердцу цитату Рёко Тани, «нужно бороться каждые пять секунд, как будто это твои последние пять секунд матча».
Раузи обычно атакует противника бросками и взмахами, а затем стремится закончить поединок серией ударов или болевым. Из верхнего положения она обычно атакует противника по корпусу; в нижнем положении она часто блокирует противника и атакует его голову. Раузи — правша, но является левшой дзюдоистом.
Любимый боец ММА Раузи — Фёдор Емельяненко, чьему стилю боя она старается подражать.
Раузи хорошо известна своим мастерством в борьбе и особенно известна своими победами армбаром. Против опытных борцов, таких как Джулия Бадд и Сара Кауфман, Раузи, как правило, стремится как можно быстрее зафиксировать болевой приём. Только мощные бойцы, такие как Миша Тейт и Лиз Кармуш, могли бороться с Раузи на земле.
Обсуждая свой фирменный армбар в интервью, Раузи отметила, что её мать — дзюдоистка, заламывала ей каждое утро руку, чтобы та проснулась.
Во многих интервью Раузи использовала резкие выражения и открыто преуменьшала способности своих оппонентов, что она объясняет как способ привлечь больше внимания к спорту.

## Карьера в рестлинге

### WWE

#### Разовые появления (2014—2017)

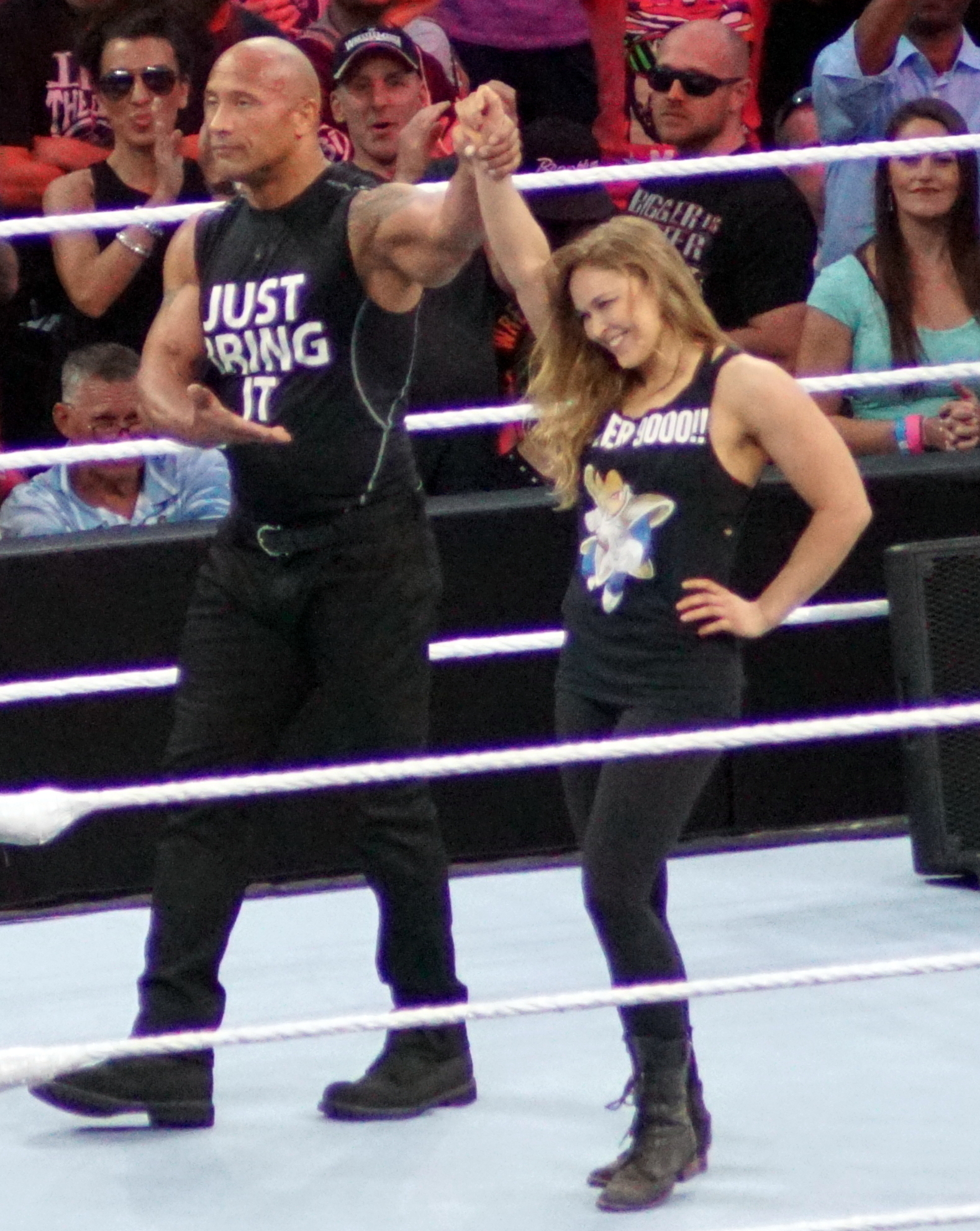
Ронда Раузи и Рок на WrestleMania 31

«Четыре Всадницы» были впервые показаны на камеру, в первом ряду, на мероприятии WWE SummerSlam в августе 2014 года. Группа также вышла за кулисы во время мероприятия, встретившись с Полом Хейманом. Раузи дала интервью WWE.com в ту ночь; когда её спросили, будет ли она, как Брок Леснар, заниматься реслингом, она ответила: «Вы никогда не узнаете».
На WrestleMania 31 29 марта 2015 года во время ссоры на ринге между Роком и Руководством (Стефани Макмэн и Трипл Эйч), Макмэн дала пощечину Року и приказала ему покинуть ринг, заявив, что он не стал бы бить женщину. Рок спустился и подошёл к Раузи под громкие аплодисменты. Затем он помог ей выйти на ринг и сказал, что она была бы счастлива ударить Стефани за него. После пристального взгляда Рок атаковал Трипл Эйча. Когда Трипл Эйч, спотыкаясь, направился к Раузи, она вышвырнула его с ринга. Стефани попыталась ударить её, но Раузи схватила её за руку, угрожая провести болевой, прежде чем вышвырнуть с ринга. Раузи и Рок праздновали победу на ринге, в то время как Руководство отступили, намекая на месть. Этот эпизод был воспроизведен и обсуждался на Raw следующим вечером, когда комментаторы раскрутили твит Раузи, опубликованный ранее в тот же день, в котором она намекала на возвращение в WWE словами "Мы только начинаем...".
13, 14 июля и 12 сентября 2017 года на турнире Mae Young Classic появились «Всадницы», чтобы поддержать свою подругу Шейну Басслер, дебютировавшую в WWE на турнире. Кроме того, во время мероприятия все «Четыре Всадницы» столкнулись с Шарлоттой Флэр, Бекки Линч и Бейли, которые в WWE вместе с Сашей Бэнкс также известны как «Четыре Всадницы», намекая на возможную будущую вражду между двумя группами.
В 2018 году сообщалось, что Ронда Раузи подписала контракт с WWE на постоянной основе и пройдёт подготовку в центре подготовки звёзд WWE в Орландо.

#### Дебют и чемпионство RAW среди женщин (2018—2019)
Ронда совершила неожиданное появление на Royal Rumble 28 января 2018 года, столкнувшись с чемпионкой Raw среди женщин Алексой Блисс, чемпионкой SmackDown среди женщин Шарлотт Флэр и Аской, которая только что выиграла первый в истории женский Royal Rumble матч. ESPN сразу же показал во время сегмента, что она подписала контракт с WWE. Ронда Раузи вышла в куртке, которую носил её кумир «Роуди» Родди Пайпер. 25 февраля на Elimination Chamber Ронда Раузи и Курт Энгл участвовали в сегменте с Трипл Эйч и Стефани Макмэн, после чего она подписала свой контракт (в сюжетной линии), тем самым, присоединившись к ростеру RAW.

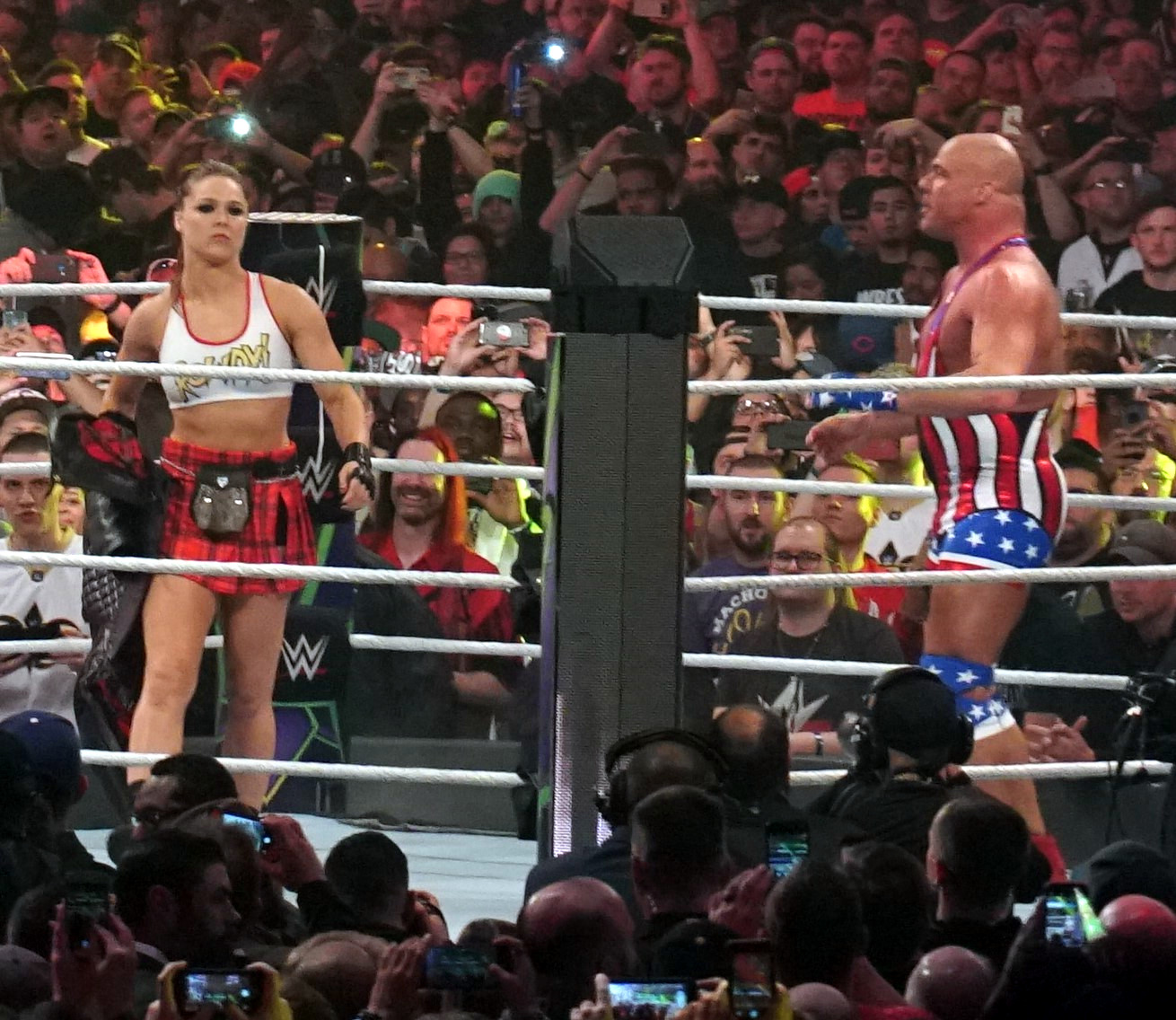
Ронда Раузи и Курт Энгл на WrestleMania 34

На WrestleMania 34 Ронда Раузи и Курт Энгл провели поединок против Трипл Эйч и Стефани Макмэн. Бой завершился победой команды Энгл/Раузи; Раузи победила Макмэн проведя болевой на левой руке. Её дебютное выступление было широко оценено как поклонниками, так и критиками рестлинга, а Дэйв Мельцер из Wrestling Observer называл её выступление «одним из лучших дебютов в профессиональном реслинге, которые я когда-либо видел». The Washington Post отметила положительную реакцию болельщиков, заявив, что «матч превзошёл многие ожидания».
В мае 2018 года, на одном из мероприятий WWE, Ронда получила вызов на матч от тогдашней чемпионки RAW среди женщин Наи Джакс. Позже было объявлено, что Ронда Раузи получит свой матч за чемпионский пояс на Money In The Bank 2018. На шоу матч Ронды и Наи закончился дисквалификацией после вмешательства Алексы Блисс, которая атаковала Ронду и Наю и успешно реализовала свой кейс (который она выиграла ранее этой же ночью). За свой первый одиночный матч Раузи была ещё раз хорошо оценена поклонниками и критиками. В течение следующих двух месяцев Ронда Раузи начала свою первую вражду в рамках WWE с Алексой Блисс за титул чемпионки RAW среди женщин. После того как Ронда Раузи в ходе драки атаковала Алексу Блисс, генерального менеджера RAW Курта Энгла и охрану, она была отстранена от соревнований на ринге. Позже она была восстановлена и получила матч за чемпионство RAW среди женщин против Алексы Блисс на SummerSlam 2018. На самом шоу Раузи победила Блисс, одержав свою первую чемпионскую победу в WWE. В матче-реванше между ими, который прошёл спустя месяц 16 сентября на Hell In A Cell, Ронда Раузи в очередной раз победила Алексу Блисс.
На протяжении всего своего чемпионского рейна Ронда продолжала защищать свой титул от претенденток, таких как Никки Белла, Микки Джеймс, Ная Джакс, Наталья и Саша Бэнкс. В ноябре Ронда Раузи должна была встретиться в матче против Бекки Линч на Survivor Series, с вывеской «чемпион против чемпиона». Однако, Бекки получила травму во время вторжения ростера SmackDown и выбыла на некоторое время. На самом шоу, Шарлотт заменила Бекки Линч в матче против Ронды Раузи. Ронда победила по дисквалификации после того, как Шарлотт жестоко избила её используя палку кендо и стальные стулья. Месяц спустя, 16 декабря, на шоу TLC: столы, лестницы и стулья, Ронда Раузи отомстила как Шарлотт, так и Бекки, когда она столкнула их с лестницы во время их матча, дав возможность Аске выиграть чемпионство SmackDown среди женщин. Вскоре после того, как она отстояла свой титул против Бейли, Ронда продолжила свою вражду с Бекки Линч (которая выиграла женский Royal Rumble 2019) после того, как последняя решила бросить ей вызов за титульный поединок на WrestleMania 35. 
На конец 2018 года Ронда Раузи не потерпела ни одного поражение в карьере профессионального рестлера. Первое поражение в карьере про-рестлера Ронда Раузи потерпела в начале 2019 года, на одном из Raw она в команде со своей лучшей подругой Натальей, потерпели поражение команде Саши Бэнкс и Бейли. На Royal Rumble 2019 защитила женское чемпионство в матче против Саши Бэнкс, после матча проявила уважение к претендентке, помогла покинуть ринг и пожав руку. На RAW от 4 марта 2019 Ронда Раузи совершила хил-тёрн жестоко избив Бекки Линч, а после негативно высказалась о Вселенной WWE в своём Твиттере. В ходе развития вражды между Линч и Раузи, к противостоянию присоединяется Шарлотт Флэр, которая вначале заменяет отстранённую Бекки Линч в матче на WrestleMania 35, но спустя пару недель на шоу FastLane 2019 был назначен матч между Линч и Флэр, в случае победы Линч, матч на WrestleMania 35 становится трёхсторонним (Ronda Rousey vs. Becky Lynch vs. Charlotte Flair). Раузи напала на Линч во время матча, дав Линч победу по дисквалификации, и, таким образом, матч тройной угрозы на WrestleMania между Раузи, Флэр и Линч был официально назначен. 25 марта WWE объявили, что защита титула Раузи против Линч и Флэр станет главным событием WrestleMania 35, сделав его первым женским матчем в истории, который закрывал WrestleMania.
Правила матча на WrestleMania 35 были изменены, по новым правилам, титул Шарлотт (который она выиграла у Аски на SmackDown от 26 марта 2019) также ставился на кон, матч получает название «Победитель забирает всё». На WrestleMania 35 Бекки Линч сворачиванием удерживает Раузи, выиграв оба титула: титул чемпионки RAW среди женщин и титул чемпионки SmackDown среди женщин. Это положило конец рейну Раузи в качестве чемпионки RAW среди женщин, длинною в 231 день.

#### Чемпионка SmackDown среди женщин и командные титулы (2022—2023)
Совершила своё возвращение во время женской «Королевской Битвы 2022», вошла в неё под 28 номером. Последней элиминировала женскую чемпионку SmackDown Шарлотт Флэр и победила в битве. Полученный в качестве приза матч на WrestleMania 36 Раузи проиграла, однако на Smackdown 22 апреля она заработала ещё один титульный матч, одержав самую быструю победу среди претенденток. Матч прошёл на WrestleMania Backlash (2022), и на этот раз Раузи победила Шарлотт Флэр, выиграв своё второе чемпионство в WWE титул чемпионки SmackDown среди женщин. Титул Ронда проиграла на шоу Money in the Bank 2022, где сначала провела успешную защиту титула от Натальи Нейдхарт, но затем Лив Морган, выигравшая кейс MITB ранее на этом шоу, успешно реализовала кейс и выиграла титул у Раузи. После чего Раузи потребовал матч-реванш.
На SummerSlam (2022) меньше, чем за 5 минут Лив Морган смогла справиться с Раузи, удержав её, пока та проводила болевой на руку, от которого Морган в это же время сдалась. На повторах было видно, что Морган начала сдаваться до того, как судья отсчитал третий удар. После матча Роузи была отстранена за нападение (сюжетное) на рефери матча. На Smackdown 12 августа, а ещё через неделю была арестована (также сюжетно). На шоу Clash at the Castle Морган защитила титул от Шейны Баслер, а 9 сентября на Smackdown вернувшаяся Роузи выиграла матч за претендентство на титул Морган, и Баслер пожелала ей успеха. Матч состоялся на Extreme Rules, он прошёл по экстремальным правилам, и Роузи смогла вернуть себе титул.
28 октября на Smackdown Баслер атаковала Наталью Нейдхарт, которая обвинила Раузи в нечестной победе ранее на шоу. Новой претенденткой на титул Ронды на Smackdown 11 ноября стала Шотци, которая на Smackdown 18 ноября победила Шейну Баслер. Неделей позже Раузи и Баслер в командном матче победили Шотци и Ракель Родригес, а затем на Survivor Series 2022 Раузи победила Шотци, защитив титул в коротком матче, который некоторое время проходил в зрительском зале, и, как позже выяснилось, в этом матче Шотци получила перелом руки.
23 декабря на Smackdown Баслер была в последний момент добавлена в матч претенденток за титул чемпионки SmackDown на выбывание, но была удержана Родригес. Матч Родригес и Раузи состоялся 30 декабря на Smackdown, где Раузи победила, но следом ей бросила вызов вернувшаяся после полугода отсутствия Шарлотт Флэр. Несмотря на попытки Баслер её переубедить, Ронда согласилась на матч и проиграла. После этого в отпуск ушла уже Раузи.
Раузи вернулась 10 февраля на Smackdown, придя на помощь Шейне Баслер в конфликте с Натальей. Неделей позже Раузи и Баслер победили Шотци и Наталью в командном матче. 24 февраля на Smackdown Баслер и Ронда были добавлены в кард на шоу WrestleMania 39, где они выиграли 4-сторонний командный матч. Баслер получила травму во время матча и рестлерши ушли на отдых, после чего вернулись 15 мая на RAW, напав на Родригес, которая на тот момент владела командным женским чемпионством, и травмировав (сюжетно) ей руку. 19 мая на Smackdown Родригес (вместе с Морган) была лишена титулов из-за травмы Морган, в результате чего был назначен 4-сторонний матч, в который попали Баслер и Раузи. Матч состоялся 29 мая на RAW и Баслер с Раузи одержали победу, выиграв титулы. 6 июня на RAW Баслер и Раузи победили Катану Ченс и Кэйден Картер, а 23 июня на Smackdown Альбу Файр и Айлу Доун, объединив женские командные титулы WWE и NXT.
На Money in the Bank 2023 была назначена защита командных титулов против Родригес и вернувшейся после лечения Морган. На этом шоу Баслер неожиданно атаковала Раузи, что привело к тому, что Морган удержала Раузи и титулы были проиграны. 3 июля на RAW Баслер обвинила Раузи в том, что всегда была в её тени, что Раузи всё приносили готовое, а она всего была вынуждена добиваться своими силами. 17 июля на RAW Раузи бросила Баслер вызов на матч на SummerSlam (2023), но Баслер предложила подраться сразу же. Ронда отказалась. Матч был официально назначен 27 июля, а 31 июля на RAW матчу добавили правила: бой пройдет в формате смешанных единоборств. Этот матч Ронда проиграла, после чего опубликовала сообщение в соц.сетях о том, что у неё нет причин возвращаться в WWE. Во время продвижения своей первой автобиографии Раузи раскритиковала свой букинг в WWE и Винса Макмэна, а также обвинив WWE в сексизме. Она также отметила, что ушла из WWE из-за сотрясения мозга, которое получила во время выступлений в ММА.
Весной 2024 года Раузи раскритиковала WWE за создание слишком сексуализрованных рестлерш: «Иногда трудно понять, где заканчивается злой, неэтичный, грязный персонаж Винса Макмэна, которого он разыгрывает перед камерами, и начинается настоящий сомнительно этичный Винс Макмэн, которому много раз предъявляли различные иски и неоднократно обвиняли в сексуальных домогательствах. Эта размытая грань между персонажем и реальностью — постоянная тема во вселенной WWE. WWE любит снимать хорошо спродюсированные видеоролики о наследии женщин в организации, но правда заключается в том, что женщины в основном были на второстепенных ролях. Долгое время им приходилось выступать в качестве своеобразной обслуги для персонажей мужского пола или действовать в роли сексуализированного персонажа второго плана, который делает дешёвые поступки, когда судья не смотрит. Можно сделать вывод, что в WWE существует сексистская, патриархальная культура».
Летом 2024 года Раузи прокомментировала своё возможное возвращение в WWE: «Мой последний забег с Винсом, Брюсом Причардом и Джоном Лауринайтисом стал крайне негативным опытом. Большинство свалили, вот только Брюс всё ещё там. Я не настолько заинтересована в возвращении, как это было в последний раз. И, хотя у меня было множество боёв, которыми я наслаждалась и отлично проводила время, вспоминая всё это я думаю вовсе не о радости тех боёв. Я больше вспоминаю постоянную тревогу неопределённости, когда ты не знаешь, что происходит до последней минуты, не имея возможности подготовиться, плюс нам постоянно урезали время. Этот опыт был настолько неоправданно стрессовым, именно из-за этого я сконцентрировалась на написании сценария и романа в качестве отдушины. Я знаю, что сейчас всё очень поменялось, слышала от девушек, что всё намного лучше. Но очень сложно отбросить тот опыт и вновь ощутить такое же желание вернуться, как раньше».

## Личная жизнь
По состоянию на 2017 год, Раузи живёт в Венис, Калифорния.
Её отец покончил жизнь самоубийством. Про свой коронный приём Ронда рассказывает, как каждое утро мать будила её, проводя рычаг локтя. Сестра Мария Бернс Ортис — спортивная журналистка.
Раузи стала вегетарианкой после олимпиады в Пекине 2008, в 2012 году описала свою диету как «своего рода смесь между Палео и диетой Воина».
Раузи рассказывала, как она боялась своей внешности в прошлом:
« — Когда я училась в школе, боевые искусства превратили меня в придурка, и мне стало стыдно, что я слишком мужественна. Я была 16-летней девочкой с дерматомикозом и расплющенными ушами. Люди смеялись над моими руками и называли меня „Мисс Мэн“. Только став старше, я поняла: эти люди-идиоты. Я потрясающая».
Она также утверждает, что секс перед боем рекомендуется женщинам для повышения уровня тестостерона. До осени 2015 года личная жизнь находилась под секретом. Но как только появились слухи об отношениях с бойцом тяжёлого веса UFC Трэвисом Брауном, Трэвис сразу подтвердил эту информацию. 26 августа 2017 года Раузи и Браун поженились.
Раузи является заядлым поклонником Dragon Ball Z и Покемонов. Её любимый покемон: Мью.
В 2015 году она собрала деньги на аукционе подписанных футболок для Фонда чёрного ягуара-Белого Тигра, цель которого-спасти больших кошек от цирков и зоопарков, обеспечить им лучший образ жизни. В апреле 2015 года Раузи посетила Ереван, Армения, в связи со 100-летием геноцида армян. Находясь в Ереване, она посетила мемориал Геноцида армян Цицернакаберд.
Раузи поддержала президентскую кампанию Берни Сандерса на президентских выборах 2016 года в США.
В феврале 2016 года в интервью Эллен Дедженерес Раузи призналась, что в её голову приходили суицидальные мысли после её поражения Холли Холм в ноябре 2015 года.
В своей автобиографии «My Fight, Your Fight» Раузи писала об инциденте с бывшим бойфрендом, которого она окрестила «Щелкунчиком Маккрипи». После того как обнаружила, что он сфотографировал её обнажённой без её согласия или ведома, за две недели до её первого боя с Мишей Тейт. Когда Раузи встретила его, она:
«…я ударила его по лицу так сильно, что рука заболела. Он не позволил мне уйти, так как пытался объяснить, поэтому я нанесла ему два удара по лицу, ещё один шлепок, и удар коленом, а затем отбросила его в сторону на кухонный пол. Я пошла к своей машине, а он последовал за мной, схватившись за руль, поэтому я вытащила его на тротуар и оставила там корчиться».
Раузи удалила фотографии и уничтожила свой жёсткий диск, однако страх, что фотографии все ещё могут быть опубликованы, повлиял на неё, чтобы позировать для журнала ESPN.
Раузи очень любит животных, около её дома расположена её личная ферма.
28 сентября 2021 родилась дочь Лаакеа Макалапуаокаланипу Браун.
В ноябре 2022 года герой Раузи был добавлен в игру RAID: Shadow Legends.

## Статистика в смешанных единоборствах
| Боёв 14  | Побед 12 | Поражений 2 |
| -------- | -------- | ----------- |
| Нокаутом | 3        | 2           |
| Сдачей   | 9        | 0           |

| Результат | Рекорд | Соперник      | Способ                                     | Турнир                          | Дата            | Раунд | Время | Место                    | Примечание |
| --------- | ------ | ------------- | ------------------------------------------ | ------------------------------- | --------------- | ----- | ----- | ------------------------ | --- |
| Поражение | 12-2   | Аманда Нунис  | Технический нокаут (удары)                 | UFC 207                         | 31 декабря 2016 | 1     | 0:48  | Лас-Вегас, США           | Бой за титул чемпионки UFC в женском легчайшем весе.                                                              |
| Поражение | 12-1   | Холли Холм    | Нокаут (хай-кик)                           | UFC 193                         | 15 ноября 2015  | 2     | 0:59  | Мельбурн, Австралия      | Утратила титул чемпионки UFC в женском легчайшем весе; «Лучший бой вечера» (2)                                    |
| Победа    | 12-0   | Бет Коррея    | Нокаут (удар)                              | UFC 190                         | 1 августа 2015  | 1     | 0:34  | Рио-де-Жанейро, Бразилия | Защитила (6) титул чемпионки UFC в женском легчайшем весе. Выступление вечера (4)                                 |
| Победа    | 11-0   | Кэт Зингано   | Болевой приём (прямой рычаг локтя)         | UFC 184                         | 28 февраля 2015 | 1     | 0:14  | Лос-Анджелес, США        | Защитила (5) титул чемпионки UFC в женском легчайшем весе. Выступление вечера (3); «Приём года»                   |
| Победа    | 10-0   | Алексис Дэвис | Нокаут (удары)                             | UFC 175                         | 5 июля 2014     | 1     | 0:16  | Лас-Вегас, США           | Защитила (4) титул чемпионки UFC в женском легчайшем весе. Выступление вечера (2)                                 |
| Победа    | 9-0    | Сара Макмэнн  | Технический нокаут (удар коленом в корпус) | UFC 170                         | 22 февраля 2014 | 1     | 1:06  | Лас-Вегас, США           | Защитила (3) титул чемпионки UFC в женском легчайшем весе. Выступление вечера (1).                                |
| Победа    | 8-0    | Миша Тейт     | Болевой приём (рычаг локтя)                | UFC 168                         | 28 декабря 2013 | 3     | 0:58  | Лас-Вегас, США           | Защитила (2) титул чемпионки UFC в женском легчайшем весе. Болевой приём вечера (1); Лучший бой вечера (1)        |
| Победа    | 7-0    | Лиз Кармуш    | Болевой приём (рычаг локтя)                | UFC 157                         | 23 февраля 2013 | 1     | 4:49  | Анахайм, США             | Защитила (1) титул чемпионки UFC в женском легчайшем весе.                                                        |
| Победа    | 6-0    | Сара Кауфман  | Болевой приём (рычаг локтя)                | Strikeforce: Раузи vs. Кауфман  | 18 августа 2012 | 1     | 0:54  | Сан-Диего, США           | Защитила титул чемпионки Strikeforce в женском легчайшем весе. Объявлена чемпионкой UFC в женском легчайшем весе. |
| Победа    | 5-0    | Миша Тейт     | Болевой приём (рычаг локтя)                | Strikeforce: Тейт vs. Раузи     | 3 марта 2012    | 1     | 4:27  | Колумбус, США            | Дебют в легчайшем весе. Завоевала титул чемпионки Strikeforce в женском легчайшем весе.                           |
| Победа    | 4-0    | Джулия Бадд   | Болевой приём (рычаг локтя)                | Strikeforce Challengers 20      | 18 ноября 2011  | 1     | 0:39  | Лас-Вегас, США           | |
| Победа    | 3-0    | Сара Д’Алелио | Технический болевой (рычаг локтя)          | Strikeforce Challengers 18      | 12 августа 2011 | 1     | 0:25  | Лас-Вегас, США           | |
| Победа    | 2-0    | Шармейн Твит  | Болевой приём (рычаг локтя)                | HKFC — School of Hard Knocks 12 | 17 июня 2011    | 1     | 0:49  | Калгари, Канада          | Бой в промежуточном весе (68 кг).                                                                                 |
| Победа    | 1-0    | Эдьен Гомес   | Болевой приём (рычаг локтя)                | KOTC — Turning Point            | 27 марта 2011   | 1     | 0:25  | Тарзана, США             | |

### История любительских боев
| Любительская карьера бойца (итог) |         |             |
| Боёв 3                            | Побед 3 | Поражений 0 |
| Сдачей                            | 3       | 0           |

| Результат | Рекорд | Соперник        | Способ                            | Турнир                                         | Дата           | Раунд | Время | Место                    | Примечание |
| --------- | ------ | --------------- | --------------------------------- | ---------------------------------------------- | -------------- | ----- | ----- | ------------------------ | ---------- |
| Победа    | 3-0    | Тэйлор Гуардадо | Технический болевой (рычаг локтя) | Tuff-N-Uff Las Vegas vs. 10th Planet Riverside | 7 января 2011  | 1     | 0:24  | Лас-Вегас, Невада, США   |            |
| Победа    | 2-0    | Отэмн Ричардсон | Болевой приём (рычаг локтя)       | Tuff-N-Uff - Future Stars of MMA               | 12 ноября 2010 | 1     | 0:57  | Лас-Вегас, Невада, США   |            |
| Победа    | 1-0    | Хайден Муноз    | Болевой приём (рычаг локтя)       | CFL - Ground Zero                              | 6 августа 2010 | 1     | 0:23  | Окснард, Калифорния, США |            |

## Фильмография
| Год  |   | Русское название | Оригинальное название | Роль |
| ---- | - | ---------------- | --------------------- | ---- |
| 2014 | ф | Неудержимые 3    | The Expendables 3     | Луна |
| 2015 | ф | Форсаж 7         | Furious 7             | Кара |
| 2018 | ф | 22 мили          | Mile 22               | Сэм  |

Озвучка
- Озвучила персонажа Sonya Blade из файтинга MK11[значимость факта?].

## Титулы и достижения

### Дзюдо
- Международная федерация дзюдо
  - Чемпионат мира 2008 года, золото
  - Женская Бельгийская 2008, бронза
  - Кубок Жигоро Кано 2007 года, серебро
  - Финский открытый 2007, золото
  - Чемпионат мира 2007 года по дзюдо, серебро
  - Чемпионат Германии 2007 года, бронза
  - Панамериканские игры 2007 года, золото
  - Панамериканский чемпионат 2007 года, бронза
  - Золотой призёр чемпионата мира 2007 года
  - 2007 Открытый чемпионат Великобритании, золото
  - Финский открытый 2006, бронза
  - Шведский открытый 2006, золото
  - Чемпионат мира по дзюдо 2006 года, бронза
  - Рандеву 2006, золото
  - Панамериканский чемпионат 2006 года, серебро
  - Чемпионата мира 2006 года, золото
  - Женская Бельгийская 2006, золото
  - 2005 Онтарио, золото
  - Рандеву 2005, золото
  - Панамериканский чемпионат 2005 года, золото
  - 2004 Онтарио, золото
  - Онтарио 2004 открытый юниорский, золото
  - Чемпионат мира 2004 года по дзюдо среди юниоров, золото
  - Рандеву 2004, бронза
  - Панамериканский чемпионат 2004 года, золото
  - Рандеву 2003, золото
  - Кубок Канады 2001, золото
- Летние Олимпийские Игры в Пекине 2008
  - Летние Олимпийские Игры в Пекине 2008, бронза
- Дзюдо США
  - Чемпионат США по дзюдо (2004, 2005, 2006, 2007, 2008, 2010)
  - Победитель среди олимпийских сборных США (2004, 2008)
  - Чемпионат США по дзюдо 2007, золото
  - Чемпионат США по дзюдо 2006, золото
  - Чемпионат США по дзюдо среди юниоров 2006, золото
  - Чемпионат США по дзюдо среди юниоров 2005, золото
  - Чемпионат США по дзюдо среди юниоров 2005, серебро
  - Чемпионат США по дзюдо среди юниоров 2004, бронза
  - Чемпионат США по дзюдо среди юниоров 2003, серебро
  - Чемпионат США по дзюдо среди юниоров 2002, золото

### Рестлинг
- CBS Sports
  - Новичок года (2018)[106]
- Pro Wrestling Illustrated
  - № 1 в топ-100 женщин-рестлеров в 2018 году[107]
  - Новичок года (2018)[108]
- Sports Illustrated
  - № 4 в топ-4 женщин-рестлеров в 2018 году[109]
- Wrestling Observer Newsletter
  - Новичок года (2018)[110]
  - Самый переоценённый рестлер (2022)
- WWE
  - Чемпион WWE Raw среди женщин (1 раз)[111]
  - Чемпион WWE SmackDown среди женщин (2 раза)
  - Командный чемпион WWE среди женщин (1 раз) — с Шейной Бэйзлер
  - Победительница «Королевской битвы» (2022)